# Fatuhiva: tillbaka till naturen
Fatuhiva: tillbaka till naturen (norska: Fatuhiva: tilbake til naturen) är en bok från 1974 av den norske upptäcktsresanden Thor Heyerdahl. Den handlar om Heyerdahls försök att åren 1937–1938 leva i fullständig harmoni med naturen. Försöket gjordes på en liten ö, Fatu Hiva, som tillhör Marquesasöarna. Boken skildrar hur Thor och dåvarande hustrun Liv försöker bygga upp en tillvaro för sig, helt avskurna från den moderna civilisationen. Den skildrar också alla de svårigheter som slutligen leder till att de beger sig tillbaka hem igen.

## Svensk utgåva
- Heyerdahl, Thor; (översättning Brita Edfelt) (1975). Fatuhiva: tillbaka till naturen. Stockholm: Forum. Libris 7254052. ISBN 91-37-05772-3